# 沃尔布灵
沃尔布灵是奥地利下奥地利州圣帕尔滕兰县的一个市镇。总面积32.26平方公里，总人口2546人，人口密度78.9人/平方公里（2005年）。